# Mauricio Navarro
Mauricio Navarro (1966. április 7. –) kanadai nemzetközi labdarúgó-játékvezető. Polgári foglalkozása műszaki karbantartó.

## Pályafutása

### Nemzeti játékvezetés
A játékvezetésből 1992-ben vizsgázott, 1998-ban lett az I. Liga játékvezetője. A nemzeti játékvezetéstől 2012-ben vonult vissza.

### Nemzetközi játékvezetés
A Kanadai labdarúgó-szövetség Játékvezető Bizottsága terjesztette fel nemzetközi játékvezetőnek, a Nemzetközi Labdarúgó-szövetség (FIFA) 2000-től tartotta nyilván bírói keretében. Több válogatott és nemzetközi klubmérkőzést vezetett, vagy működő társának 4. bíróként segített. Az aktív nemzetközi játékvezetéstől 2012-ben a FIFA 45 éves korhatárát elérve búcsúzott.

#### Világbajnokság
Négy világbajnoki döntőhöz vezető úton Dél-Koreába és Japánba a XVII., a 2002-es labdarúgó-világbajnokságra, Németországba a XVIII., a 2006-os labdarúgó-világbajnokságra, Dél-Afrikába a XIX., a 2010-es labdarúgó-világbajnokságra, valamint Brazíliába a XX., a 2014-es labdarúgó-világbajnokságra a FIFA JB bíróként alkalmazta.

##### 2002-es labdarúgó-világbajnokság

###### Selejtező mérkőzés
| Időpont             | Helyszín                                       | Mérkőzés típusa              | Mérkőzés                    | Eredmény | Nézők száma |
| ------------------- | ---------------------------------------------- | ---------------------------- | --------------------------- | -------- | ----------- |
| 2000. július 16.    | Nemzeti Stadion, Bridgetown                    | előselejtező                 | Barbados–Costa Rica         | 2 – 1    | 7000        |
| 2001. március 25.   | Estadio Azteca, Mexikóváros                    | előselejtező (döntő csoport) | Mexikó–Jamaica              | 4 – 0    | 80 000      |
| 2001. június 16.    | Hasely Crawford Stadion, Port of Spain         | előselejtező (döntő csoport) | Trinidad és Tobago–Honduras | 2 – 4    | 5500        |
| 2001. szeptember 1. | Robert F. Kennedy Memorial Stadion, Washington | előselejtező (döntő csoport) | Amerika–Honduras            | 2 – 3    | 54 282      |

##### 2006-os labdarúgó-világbajnokság

###### Selejtező mérkőzés
| Időpont             | Helyszín                               | Mérkőzés típusa              | Mérkőzés                             | Eredmény | Nézők száma |
| ------------------- | -------------------------------------- | ---------------------------- | ------------------------------------ | -------- | ----------- |
| 2004. február 18.   | Recreation Stadion, St. John’s         | előselejtező (első kör)      | Antigua és Barbuda– Holland Antillák | 2 – 0    | 1500        |
| 2004. június 13.    | Crew Stadion, Columbus                 | előselejtező (2. kör)        | Egyesült Államok– Grenada            | 3 – 0    | 10 000      |
| 2004. február 18.   | Cuscatlán Stadion, San Salvador        | előselejtező (3/1. kör)      | Salvador–Panama                      | 2 – 1    | 11 400      |
| 2004. szeptember 8. | Hasely Crawford Stadion, Port of Spain | előselejtező (3/3. kör)      | Trinidad és Tobago–Mexikó            | 1 – 3    | 20 000      |
| 2004. november 17   | Crew Stadion, Columbus (Ohio)          | előselejtező (3/3. kör)      | Egyesült Államok–Jamaica             | 1 – 1    | 9088        |
| 2005. március 30.   | Hasely Crawford Stadion, Port of Spain | előselejtező (döntő csoport) | Trinidad és Tobago–Costa Rica        | 0 – 0    | 8000        |
| 2005. június 8.     | Rommel Fernández Stadion, Panamaváros  | előselejtező (döntő csoport) | Panama–Egyesült Államok              | 0 – 3    | 17 000      |
| 2005. október 8.    | Rommel Fernández Stadion, Panamaváros  | előselejtező (döntő csoport) | Panama–Trinidad és Tobago            | 0 – 1    | 1000        |

##### 2010-es labdarúgó-világbajnokság

###### Selejtező mérkőzés
| Időpont             | Helyszín                             | Mérkőzés típusa            | Mérkőzés                | Eredmény | Nézők száma |
| ------------------- | ------------------------------------ | -------------------------- | ----------------------- | -------- | ----------- |
| 2008. március 26.   | Nemzeti Stadion, Hamilton            | előselejtező (első/C. kör) | Bermuda–Kajmán-szigetek | 1 – 1    | 2000        |
| 2008. június 15.    | Independence Park Stadion, Kingston  | előselejtező (2/B. kör)    | Jamaica–Bahama-szigetek | 7 – 0    | 20 000      |
| 2008. augusztus 20. | Sylvio Cator Stadion, Port-au-Prince | előselejtező (3/3. kör)    | Haiti–Suriname          | 2 – 2    | 7800        |

##### 2014-es labdarúgó-világbajnokság

###### Selejtező mérkőzés
| Időpont            | Helyszín                                      | Mérkőzés típusa         | Mérkőzés                                      | Eredmény | Nézők száma |
| ------------------ | --------------------------------------------- | ----------------------- | --------------------------------------------- | -------- | ----------- |
| 2011. július 3.    | Lionel Roberts Park Stadion, Charlotte Amalie | előselejtező (első kör) | Amerikai Virgin-szigetek–Brit Virgin-szigetek | 2 – 0    | 350         |
| 2011. november 11. | Sir Vivian Richards Stadion, North Sound      | előselejtező (2/F. kör) | Amerikai Virgin-szigetek–Curaçao              | 0 – 3    | 2000        |

#### Arany Kupa
Amerika volt a házigazdája a 7., a 2003-as CONCACAF-aranykupa, a 8., a 2005-ös CONCACAF-aranykupa, illetve a 9., a 2007-es CONCACAF-aranykupa tornának, ahol a CONCACAF JB játékvezetői szolgálattal bízta meg.

##### 2003-as CONCACAF-aranykupa

###### CONCACAF-aranykupa mérkőzés
| Időpont          | Helyszín                    | Mérkőzés típusa              | Mérkőzés          | Eredmény | Nézők száma |
| ---------------- | --------------------------- | ---------------------------- | ----------------- | -------- | ----------- |
| 2003. július 15. | Estadio Azteca, Mexikóváros | csoportmérkőzés (A. csoport) | Brazília–Honduras | 2 – 1    | 3000        |
| 2003. július 20. | Estadio Azteca, Mexikóváros | egyik negyeddöntő            | Mexikó–Jamaica    | 5 – 0    | 10 000      |
| 2003. július 27. | Estadio Azteca, Mexikóváros | döntő                        | Mexikó–Brazília   | 1 – 0    | 80 000      |

##### 2005-ös CONCACAF-aranykupa

###### CONCACAF-aranykupa mérkőzés
| Időpont         | Helyszín                   | Mérkőzés típusa              | Mérkőzés                    | Eredmény | Nézők száma |
| --------------- | -------------------------- | ---------------------------- | --------------------------- | -------- | ----------- |
| 2005. július 6. | Orange Bowl Stadion, Miami | csoportmérkőzés (A. csoport) | Trinidad és Tobago–Honduras | 1 – 1    | 10 311      |

##### 2007-es CONCACAF-aranykupa

###### CONCACAF-aranykupa mérkőzés
| Időpont          | Helyszín                        | Mérkőzés típusa              | Mérkőzés            | Eredmény | Nézők száma |
| ---------------- | ------------------------------- | ---------------------------- | ------------------- | -------- | ----------- |
| 2007. június 8.  | Giants Stadion, East Rutherford | csoportmérkőzés (C. csoport) | Panama–Honduras     | 3 – 2    | 20 230      |
| 2007. június 17. | NRG Stadion, Houston            | egyik negyeddöntő            | Honduras–Guadeloupe | 1 – 2    | 70 092      |

#### Amerika Kupa

##### Copa América mérkőzés
| Időpont          | Helyszín                            | Mérkőzés típusa              | Mérkőzés        | Eredmény | Nézők száma |
| ---------------- | ----------------------------------- | ---------------------------- | --------------- | -------- | ----------- |
| 2001. július 13. | Atanasio Girardot Stadion, Medellín | csoportmérkőzés (C. csoport) | Bolívia–Uruguay | 0 – 1    | 38 000      |

#### Nemzetközi kupamérkőzések
Vezetett Kupa-döntők száma: 1.

##### CONCACAF Bajnokcsapatok-ligája
| Időpont           | Helyszín                         | Mérkőzés típusa        | Mérkőzés                                  | Eredmény | Nézők száma |
| ----------------- | -------------------------------- | ---------------------- | ----------------------------------------- | -------- | ----------- |
| 2008. április 30. | Estadio Hidalgo, Pachuca de Soto | döntő második mérkőzés | Club de Fútbol Pachuca–Deportivo Saprissa | 2 – 1    | 30 000      |

## Kapcsolódó szócikk
- Labdarúgó-játékvezetők listája

| Elődje: Carlos Batres | CONCACAF BL döntő 1986–1987 | Utódja: Marco Rodríguez |

| Elődje: Carlos Batres | Arany Kupa döntő 2003 | Utódja: Carlos Batres |